# Ophiocomella ophiactoides
Ophiocomella ophiactoides is een slangster uit de familie Ophiocomidae.
De wetenschappelijke naam van de soort werd in 1901 gepubliceerd door Hubert Lyman Clark.